# Trilepida nicefori
Espèce
Synonymes
- Leptotyphlops nicefori Dunn, 1946
- Rena nicefori (Dunn, 1946)

Statut de conservation UICN

 DD  : Données insuffisantes
Trilepida nicefori est une espèce de serpents de la famille des Leptotyphlopidae.

## Répartition
Cette espèce est endémique du département de Santander en Colombie.

## Description
L'holotype de Trilepida nicefori, unique spécimen connu, mesure moins de 105 mm.

## Étymologie
Cette espèce est nommée en l'honneur d'Hermano Nicéforo María.

## Publication originale
- Dunn, 1946 : A new snake from the Eastern Andes of Colombia. Caldasia, vol. 4, no 17, p. 121–122 (texte intégral).